# Corbett Sportstadion
Het Corbett Sportstadion (Belle Vue) is een multifunctioneel stadion in Rhyl, een stad in Wales. 
Het stadion wordt vooral gebruikt voor voetbalwedstrijden, de voetbalclub Rhyl FC maakt gebruik van dit stadion. In het stadion is plaats voor 3.800 toeschouwers. Het stadion werd geopend in 1900. In 1962 werd in dit stadion de finale van de Welshe voetbalbeker tussen Bangor City FC en Wrexham AFC gespeeld. In 2003 de finale van de Welsh League Cup,